# 꿩비둘기

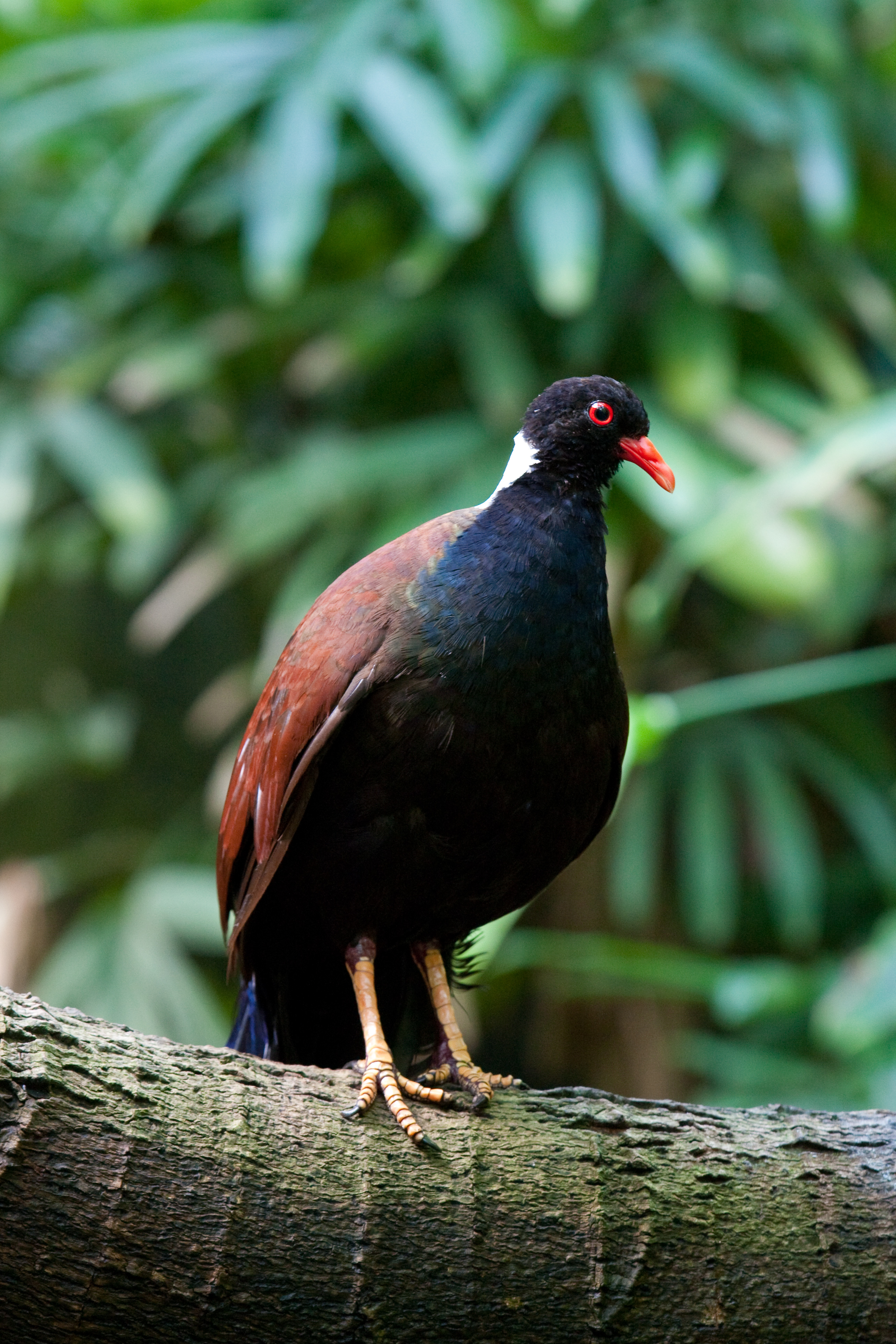

꿩비둘기(학명: Otidiphaps nobilis, Pheasant pigeon)는 대형 육상 비둘기 종이다. Otidiphaps 속의 유일한 종이다. 뉴기니섬과 인근 섬들의 우림에서 주로 발견된다. 언덕이 있는 낮은 산악지대에 걸쳐 분포해 있으나 저지대에서도 볼 수 있다.

## 아종
- White-naped pheasant pigeon (O. n. aruensis)
- Green-naped pheasant pigeon (O. n. nobilis)
- Grey-naped pheasant pigeon (O. n. cervicalis)
- Black-naped pheasant pigeon (O. n. insularis)

## 설명
날개는 둥글며 꼬리는 간결한 형태이다. 머리, 아랫쪽, 뒷쪽은 빛이 나는 검은색이다. 날개는 짧고 둥근 갈색이며 아종에 따라 목의 뒤쪽이 흰색, 녹색, 회색, 검은색을 보이기도 한다.
우림에서 발견되며 아루제도에서는 떨어진 과실과 씨를 먹는다. 인간이 사는 곳을 회피한다.

## 참고 문헌
- del Hoyo, Elliott and Sargatal (editors); Handbook of the Birds of the World, Vol 4. ISBN 84-87334-22-9